# Campionato asiatico maschile under 20 di calcio 2025
Il Campionato asiatico maschile under 20 di calcio 2025, noto principalmente come Coppa d'Asia Under-20 2025 (in inglese 2025 AFC U-20 Asian Cup e in cinese 2025年亚足联U-20亚洲杯), è stata la 42ª edizione del torneo di calcio riservato ai giocatori con meno di 20 anni di età. Si è svolta in Cina dal 12 febbraio al 1º marzo 2025. L'Uzbekistan era la squadra detentrice del titolo. 
Il torneo si è concluso con la vittoria dell'Australia contro l'Arabia Saudita ai rigori, al suo primo trionfo nella manifestazione.
Oltre alle due finaliste, le due semifinaliste Corea del Sud e Giappone si sono qualificate per il campionato mondiale Under-20 2025 in Cile.

## Squadre partecipanti
La seguente tabella riporta le otto nazionali qualificate per la fase finale del torneo:
| Nazionale      | Metodo di qualificazione          | Fasi finali disputate | Ultima partecipazione | Migliore risultato nel torneo                                                      |
| -------------- | --------------------------------- | --------------------- | --------------------- | ---------------------------------------------------------------------------------- |
| Cina           | Nazione ospitante                 | 20                    | 2023                  | Vincitore (1985)                                                                   |
| Siria          | 1ª nel Gruppo A di qualificazione | 12                    | 2023                  | Vincitore (1994)                                                                   |
| Uzbekistan     | 1ª nel Gruppo B di qualificazione | 9                     | 2023                  | Vincitore (2023)                                                                   |
| Corea del Sud  | 1ª nel Gruppo C di qualificazione | 40                    | 2023                  | Vincitore (1959, 1960, 1963, 1978, 1980, 1982, 1990, 1996, 1998, 2002, 2004, 2012) |
| Arabia Saudita | 1ª nel Gruppo D di qualificazione | 15                    | 2023                  | Vincitore (1986, 1992, 2018)                                                       |
| Corea del Nord | 1ª nel Gruppo E di qualificazione | 14                    | 2018                  | Vincitore (1976, 2006, 2010)                                                       |
| Indonesia      | 1ª nel Gruppo F di qualificazione | 20                    | 2023                  | Vincitore (1961)                                                                   |
| Iran           | 1ª nel Gruppo G di qualificazione | 22                    | 2023                  | Vincitore (1973, 1974, 1975, 1976)                                                 |
| Iraq           | 1ª nel Gruppo H di qualificazione | 19                    | 2023                  | Vincitore (1975, 1977, 1978, 1988, 2000)                                           |
| Giappone       | 1ª nel Gruppo I di qualificazione | 39                    | 2023                  | Vincitore (2016)                                                                   |
| Qatar          | 1ª nel Gruppo J di qualificazione | 39                    | 2023                  | Vincitore (2014)                                                                   |
| Yemen          | 1ª migliore seconda               | 7                     | 2016                  | Fase a gironi (1978, 2004, 2008, 2010, 2014, 2016)                                 |
| Kirghizistan   | 2ª migliore seconda               | 3                     | 2023                  | Fase a gironi (2006, 2023)                                                         |
| Australia      | 3ª migliore seconda               | 9                     | 2023                  | Secondo posto (2010)                                                               |
| Thailandia     | 4ª migliore seconda               | 34                    | 2018                  | Vincitore (1962, 1969)                                                             |
| Giordania      | 5ª migliore seconda               | 9                     | 2023                  | Quarto posto (2006)                                                                |

## Stadi
| Shenzen | Shenzen (Bao'an)                                     | Shenzen (Longhua)                                |
| ------- | ---------------------------------------------------- | ------------------------------------------------ |
| Shenzen | Stadio Bao'an                                        | Longhua Cultural and Sports Center               |
| Shenzen | Capienza: 40 000                                     | Capienza: 2 364                                  |
| Shenzen |                                                      |                                                  |
| Shenzen | Shenzen (Guangming)                                  |                                                  |
| Shenzen | Shenzhen Youth Football Training Base Centre Stadium | Shenzhen Youth Football Training Base Pitch No.1 |
| Shenzen | Capienza: 10 000                                     | Capienza: 500                                    |
| Shenzen |                                                      |                                                  |

## Fase a gironi

### Gruppo A

#### Classifica
| Pos. | Squadra      | Pt | G | V | N | P | GF | GS | DR  |
| ---- | ------------ | -- | - | - | - | - | -- | -- | --- |
| 1.   | Australia    | 9  | 3 | 3 | 0 | 0 | 10 | 3  | +7  |
| 2.   | Cina         | 6  | 3 | 2 | 0 | 1 | 8  | 5  | +3  |
| 3.   | Qatar        | 3  | 3 | 1 | 0 | 2 | 6  | 5  | +1  |
| 4.   | Kirghizistan | 0  | 3 | 0 | 0 | 3 | 3  | 14 | -11 |

#### Risultati
| Arbitro: | Choi Hyun-jai |

|                                             |           |                       |
| Jovanovic 4’, 61’ Bennie 15’ Toure 26’, 31’ | Marcatori | 73’ (rig.) Almazbekov |

| Arbitro: | Al-Hatmi |

|                                |           |               |
| Kuai Jiwen 17’ Liu Chengyu 21’ | Marcatori | 55’ Faragalla |

| Arbitro: | Thamer Mohammed |

|           |           |                                     |
| Gouda 19’ | Marcatori | 24’ Badolato 52’ Bosnjak 69’ Bennie |

| Arbitro: | Alkatiri |

|                           |           |                                                                             |
| Madaminov 25’ Madanov 64’ | Marcatori | 13’ Liu Chengyu 45’ (rig.) Wang Yudong 49’ Mao Weijie 80’, 90+2’ Zhu Pengyu |

| Arbitro: | Jamali |

|                |           |                       |
| Kuai Jiwen 29’ | Marcatori | 23’ Memeti 25’ Agosti |

| Arbitro: | Kasahara |

|  |           |                                            |
|  | Marcatori | 28’ Jamshid 45+5’ Taha 55’ Gouda 83’ Tamer |

### Gruppo B

#### Classifica
| Pos. | Squadra        | Pt | G | V | N | P | GF | GS | DR |
| ---- | -------------- | -- | - | - | - | - | -- | -- | -- |
| 1.   | Arabia Saudita | 6  | 3 | 2 | 0 | 1 | 3  | 2  | +1 |
| 2.   | Iraq           | 5  | 3 | 1 | 2 | 0 | 2  | 1  | +1 |
| 3.   | Giordania      | 4  | 3 | 1 | 1 | 1 | 2  | 2  | 0  |
| 4.   | Corea del Nord | 1  | 3 | 0 | 1 | 2 | 3  | 5  | -2 |

#### Risultati
| Arbitro: | Jamali |

|          |           |                  |
| Luay 32’ | Marcatori | 62’ Kim Jin-song |

| Arbitro: | Darwish |

|  |           |            |
|  | Marcatori | 46’ Haqawi |

| Arbitro: | King |

|                        |           |               |
| Ri Jong-dok 83’ (rig.) | Marcatori | 6’, 72’ Sabra |

| Arbitro: | Al-Hatmi |

|  |           |            |
|  | Marcatori | 25’ Faisal |

| Shenzen 19 febbraio 2025, ore 15:00 | Iraq        | 0 – 0 | Giordania | Longhua Cultural and Sports Center (310 spett.)\| Arbitro: \| Nadjafaliev \| |
| Arbitro:                            | Nadjafaliev |       |           |                                                                              |

| Arbitro: | Mahfoodh |

|                            |           |                  |
| Haqawi 51’ Al-Khaibari 85’ | Marcatori | 28’ Han Jae-yong |

### Gruppo C

#### Classifica
| Pos. | Squadra    | Pt | G | V | N | P | GF | GS | DR  |
| ---- | ---------- | -- | - | - | - | - | -- | -- | --- |
| 1.   | Iran       | 9  | 3 | 3 | 0 | 0 | 11 | 1  | +10 |
| 2.   | Uzbekistan | 6  | 3 | 2 | 0 | 1 | 5  | 3  | +2  |
| 3.   | Indonesia  | 1  | 3 | 0 | 1 | 2 | 1  | 6  | -5  |
| 4.   | Yemen      | 1  | 3 | 0 | 1 | 2 | 0  | 7  | -7  |

#### Risultati
| Arbitro: | Shen Yinhao |

|              |           |  |
| Urinboev 26’ | Marcatori |  |

| Arbitro: | Kasahara |

|                                      |           |  |
| Nafari 5’ Gholizadeh 63’ Dehghan 70’ | Marcatori |  |

| Arbitro: | Choi Hyun-jai |

|  |           |                                                                                  |
|  | Marcatori | 26’, 34’ Zamani 42’ Gholizadeh 45+2’ (aut.) Moqbel 46’ Ghandipour 72’ Zoleikhaei |

| Arbitro: | Jamali |

|           |           |                                              |
| Raven 23’ | Marcatori | 21’ Urinboev 47’ Khaydarov 63’ Saidnurullaev |

| Arbitro: | Thamer Mohammed |

|              |           |                                   |
| Urinboev 81’ | Marcatori | 52’ Mazraeh 63’ (rig.) Gholizadeh |

| Shenzen 19 febbraio 2025, ore 19:30 | Indonesia  | 0 – 0 | Yemen | Shenzhen Youth Football Training Base Centre Stadium (236 spett.)\| Arbitro: \| Al-Rowaily \| |
| Arbitro:                            | Al-Rowaily |       |       |                                                                                               |

### Gruppo D

#### Classifica
| Pos. | Squadra       | Pt | G | V | N | P | GF | GS | DR |
| ---- | ------------- | -- | - | - | - | - | -- | -- | -- |
| 1.   | Corea del Sud | 7  | 3 | 2 | 1 | 0 | 7  | 3  | +4 |
| 2.   | Giappone      | 5  | 3 | 1 | 2 | 0 | 6  | 3  | +3 |
| 3.   | Siria         | 2  | 3 | 0 | 2 | 1 | 5  | 6  | -1 |
| 4.   | Thailandia    | 1  | 3 | 0 | 1 | 2 | 3  | 9  | -6 |

#### Risultati
| Arbitro: | Mahfoodh |

|                               |           |          |
| Shin Sung 8’ Baek Min-gyu 23’ | Marcatori | 60’ Abdi |

| Arbitro: | Al-Rowaily |

|                                        |           |  |
| Ishii 14’ Ichihara 33’ (rig.) Sato 69’ | Marcatori |  |

| Arbitro: | Darwish |

|                          |           |                       |
| Al-Mustafa 10’ Soufi 33’ | Marcatori | 24’ Ozeki 85’ Takaoka |

| Arbitro: | Nadjafaliev |

|               |           |                                                           |
| Yotsakorn 23’ | Marcatori | 32’ Yoon Do-young 59’, 86’ Kim Tae-won 89’ Park Seung-soo |

| Arbitro: | King |

|           |           |                   |
| Kanda 28’ | Marcatori | 90+1’ Kim Tae-won |

| Arbitro: | Alkatiri |

|                             |           |                  |
| Al-Kalou 52’ Al-Mustafa 71’ | Marcatori | 73’, 81’ Phochai |

## Fase a eliminazione diretta
|  | Quarti di finale | Quarti di finale    | Quarti di finale |                |                      | Semifinali           | Semifinali | Semifinali |  |  | Finale | Finale | Finale |  |
|  |                  |                     |                  |                |                      |                      |            |            |  |  |        |        |        |  |
|  | 1a               | Australia           | 2                |                |                      |                      |            |            |  |  |        |        |        |  |
|  | 1a               | Australia           | 2                |                |                      |                      |            |            |  |  |        |        |        |  |
|  | 2B               | Iraq                | 1                |                |                      |                      |            |            |  |  |        |        |        |  |
|  | 2B               | Iraq                | 1                |                | Australia            | Australia            | 2          |            |  |  |        |        |        |  |
|  |                  |                     |                  |                | Australia            | Australia            | 2          |            |  |  |        |        |        |  |
|  |                  |                     | Giappone         | Giappone       | 0                    |                      |            |            |  |  |        |        |        |  |
|  | 1C               | Iran                | Giappone         | Giappone       | 0                    | 1 (3)                |            |            |  |  |        |        |        |  |
|  | 1C               | Iran                |                  |                |                      |                      |            |            |  |  |        |        |        |  |
|  | 2D               | Giappone (dtr)      | 1 (4)            |                |                      |                      |            |            |  |  |        |        |        |  |
|  | 2D               | Giappone (dtr)      | 1 (4)            |                | Australia (dtr)      | Australia (dtr)      | 1 (5)      |            |  |  |        |        |        |  |
|  |                  |                     |                  |                |                      |                      |            |            |  |  |        |        |        |  |
|  |                  |                     | Arabia Saudita   | Arabia Saudita | 1 (4)                |                      |            |            |  |  |        |        |        |  |
|  | 1B               | Arabia Saudita      | Arabia Saudita   | Arabia Saudita | 1 (4)                | 1                    |            |            |  |  |        |        |        |  |
|  | 1B               | Arabia Saudita      |                  |                |                      |                      |            |            |  |  |        |        |        |  |
|  | 2A               | Cina                | 0                |                |                      |                      |            |            |  |  |        |        |        |  |
|  | 2A               | Cina                | 0                |                | Arabia Saudita (dtr) | Arabia Saudita (dtr) | 0 (3)      |            |  |  |        |        |        |  |
|  |                  |                     |                  |                | Arabia Saudita (dtr) | Arabia Saudita (dtr) | 0 (3)      |            |  |  |        |        |        |  |
|  |                  |                     | Corea del Sud    | Corea del Sud  | 0 (2)                |                      |            |            |  |  |        |        |        |  |
|  | 1D               | Corea del Sud (dtr) | Corea del Sud    | Corea del Sud  | 0 (2)                | 3 (3)                |            |            |  |  |        |        |        |  |
|  | 1D               | Corea del Sud (dtr) |                  |                |                      |                      |            |            |  |  |        |        |        |  |
|  | 2C               | Uzbekistan          | 3 (1)            |                |                      |                      |            |            |  |  |        |        |        |  |

### Quarti di finale
| Arbitro: | King |

|                  |           |  |
| Al-Yuhaybi 90+5’ | Marcatori |  |

| Arbitro: | Mahfoodh |

|                                         |           |                       |
| Jovanovic 22’ Kikianis 62’ Badolato 74’ | Marcatori | 15’ Faisal 26’ Qabeel |

| Arbitro: | Jamali |

|                                                |                      |                                          |
| Ghandipour 5’                                  | Marcatori            | 30’ Ogura                                |
| Darvishaali Shahrabadi Shakouri Hassani Andarz | Tiri di rigore 3 – 4 | Nakajima Takaoka Takahashi Sato Ichihara |

| Arbitro: | Al-Hatmi |

|                                         |                      |                                       |
| Shin M A 26’, 56’ Kim T W 61’           | Marcatori            | 18’ Jumaev 90’ Urinboev 74’ Khaydarov |
| Kim T W Lee G H Shin M H Kim H J Ha J W | Tiri di rigore 3 – 1 | Karimov Khaydarov Urinboev Komilov    |

### Semifinali
| Arbitro: | Nadjafaliev |

|                                                           |                      |                                                               |
| Al-Khaibari S. Barnawi Al-Shamrani Al-Tumbukti Al-Mahdawi | Tiri di rigore 3 – 2 | Kim Tae-won Lee Chang-woo Kim Ho-jin Kim Seo-jin Kang Min-woo |

| Arbitro: | Al-Rowaily |

|                       |           |  |
| Toure 49’ Pearman 67’ | Marcatori |  |

### Finale
| Arbitro: | Kasahara |

|                                          |                      |                                                      |
| Agosti 24’                               | Marcatori            | 45+2’ Haji                                           |
| Jovanovic Badolato Pearman Yull Kikianis | Tiri di rigore 5 – 4 | Al-Khaibari Al-Shamrani Al-Mahdawi S. Barnawi Hazazi |

## Statistiche

### Classifica marcatori
4 reti
- Kim Tae-won
- Mukhammadali Urinboev

3 reti
- Luka Jovanovic
- Musa Toure
- Esmaeil Gholizadeh

## Premi
- Capocannoniere:  Kim Tae-won,  Mukhammadali Urinboev (4 reti)[3]
- Miglior giocatore:  Alexander Badolato[4]
- Guanto d'oro:  Hamed Al-Shanqiti[5]
- Squadra Fair-play:  Australia

## Qualificate al mondiale Under-20 2025
Le finaliste e le semifinaliste si qualificano di diritto per il Campionato mondiale di calcio Under-20 2025.
- Australia
- Arabia Saudita
- Giappone
- Corea del Sud